# آر-۶۰

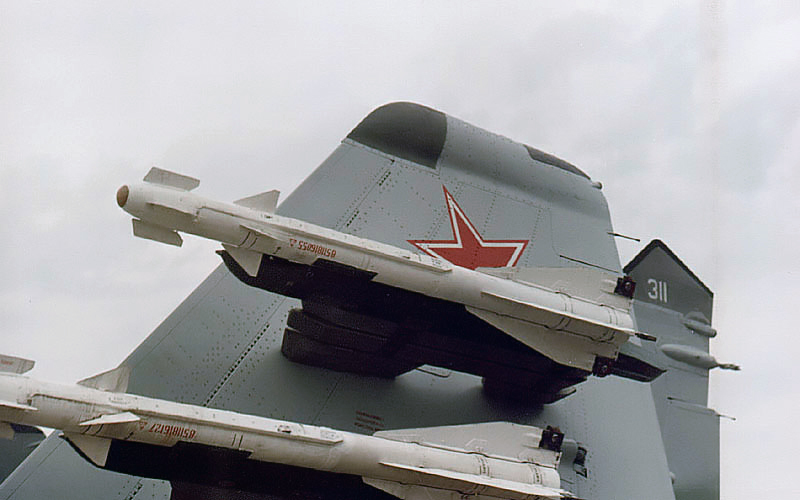

آر-۶۰ (به روسی: Р-60) (نام ناتو: AA-8 'Aphid') موشک هوابه‌هوای کوتاه‌برد و سبکی است که تولید آن از سال ۱۹۷۳ برای استفاده جنگنده‌های ارتش شوروی آغاز شد.
آر-۶۰ مثل اغلب موشک‌های کوتاه‌برد هوابه‌هوا از سیستم هدایتی آشیانه‌یابی فروسرخ (حرارت‌یاب) بهره می‌برد. آفید یکی از سبکترین موشک‌های هوابه‌هوا محسوب می‌شود و فقط ۴۳ کیلوگرم وزن دارد و یک کلاهک انفجاری ۳ کیلوگرمی با فیوز مجاورتی را حمل می‌کند. برد مفید این موشک ۸ کیلومتر و سرعت آن ۲.۷ ماخ است. روس‌ها از سال ۱۹۸۲ جایگزینی این موشک با موشک دوربردتر آر-۷۳ را آغاز کردند. 
این موشک به کشورهای متعدد دنیا و در واقع تمامی خریداران جنگنده‌های روسی نیز صادر شده و در برخی از آن‌ها همچنان در حال استفاده است. نیروی هوایی ایران نیز سوخو-۲۴ و سوخو-۲۵ خود را به آن مسلح کرده‌است. در حالی‌که میگ-۲۹ها از موشک پیشرفته‌تر آر-۷۳ بهره می‌برند.
موشک گرمایاب آر-۶۰ آفید در هواپیماهای جنگنده، رهگیر و تهاجمی مختلف روسی همچون میگ-۲۱، میگ-۲۳، میگ-۲۵، میگ-۲۹، میگ-۳۱، سوخو-۱۵، سوخو-۱۷، سوخو-۲۴ و سوخو-۲۵، یاک-۳۸ و بالگرد تهاجمی میل-۲۴ و همینطور جت حمله سبک انگلیسی بی‌ای‌ئی هاوک استفاده شده‌است.